# 休車

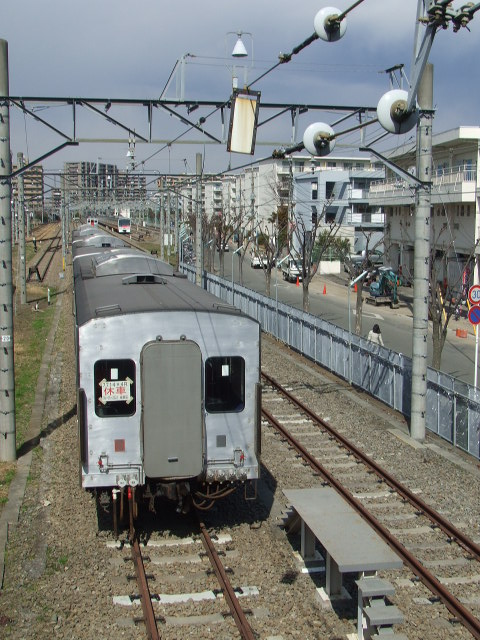
休車中の車両。窓ガラスに「休車」と書かれた紙が貼られている。（相模鉄道厚木操車場）

休車（きゅうしゃ）とは、鉄道車両や自動車など、一般的に車両と呼ばれるものの本来の用途における使用（人や物を運搬することなど）を一時的に中止していること、またはその車両である。

## 廃車との違い
廃車は車籍（登録）を抹消して車両自体を廃棄するのに対し、休車は車籍（登録）は抹消せず、使用のみを中止している状況をさす。整備点検・故障修理などの場合に多い。
廃車目的で休車する場合もあるが、車籍（登録）が抹消されたかどうかで廃車とは区別される。

## 日本の鉄道における休車

### 日本国有鉄道における休車
日本国有鉄道（国鉄）時代は、一時的に使用を休止したのみで再使用を前提とした特別休車および第一種休車（一休）と、廃車を前提とした第二種休車（二休）があった。
特別休車
30日以内で設定される休車。交番検査の回期を調整するために特別休車となる車両もある。
第一種休車
当面使用予定がない車両や使用頻度の低い車両について30日から最長で48か月間を限度に施行するもの。この措置により走行距離および期間ごとに規定される車両の検修時期がその期間分延長されるメリットがある。例として、石油系タンク車は燃料の消費が少ない夏季に第一種休車となる車両がある。
第二種休車
再利用の見込みがない車両に対して施行するもの。第一種休車とは異なり、休車期間の限度はない。譲渡などの目的のため車両自体は運行可能状態であるものの、あえて使用を休止したものもあれば、老朽化が激しい車両や転用路線が全くないまま検査切れになった車両では部品取り車両として活用されることもある。
いずれの休車も指定後に諸般の事情で解除される場合や、ある休車から別の休車に再指定される場合もある。ただし、第二種休車から指定解除されて再び使用されることはほとんどない。

### 事業者独自の呼称
事業者によっては休車という表現を用いず、独自の呼称を用いる事業者もある。

#### JRグループ

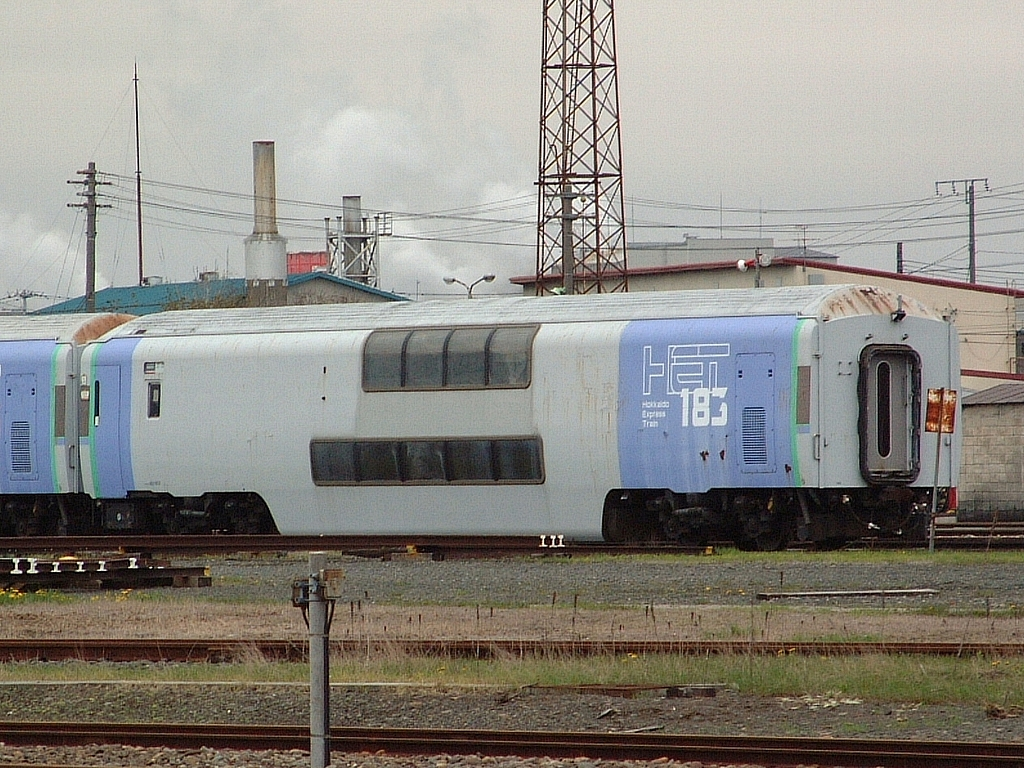
保留車となっていたキサロハ182形（2005年5月撮影）

JRグループにおいては国鉄分割民営化（JR化）後は、処分が保留されているという意味で保留車（ほりゅうしゃ）という呼称に取って代わられた。国鉄時代のような第一種・第二種の区別はなく、廃車前提であるのか、再使用前提であるのかは、見かけ上判然としない。JR北海道キハ160形気動車は名目上、保留車となっていた時期があるが、実際には定期検査を施行し、稼働していたため、第一種休車に近い状態で扱われていた。

#### 東急電鉄
東急電鉄では運用離脱した車両は緊急予備車もしくは休止車両としているが、両者には明確な違いがある。
緊急予備車は運用離脱後も稼働車両が事故等で使用不能になった車両と代替できるように運行可能状態としている車両である。このため、廃車や転用が決定するまでは緊急予備車としている。
休止車両は車種として定義できない車両を指している。いずれにしても実態は旧国鉄の第二種休車に近いものである。

#### 京阪電気鉄道
京阪電気鉄道では編成から外されている車両は改造等で入場している車両も含めて半端車と呼称している。